# Забайкальськ
Забайка́льськ (рос. Забайкальск) — селище міського типу, центр Забайкальського району Забайкальського краю, Росія. Адміністративний центр Забайкальського міського поселення.

## Географія
Розташований в прикордонній смузі Російської Федерації, за 46,6 км на південний схід від кордону з Монголією, за 123,7 м від кордону з Китайською Народною Республікою.
У селищі розташовується станція Забайкальськ Забайкальської залізниці, на якій знаходиться залізничний пункт пропуску на російсько-китайському кордоні навпроти міста Маньчжурія (КНР). З північного заходу на південний схід селище огинає азійський маршрут AH6 по автодорозі А350. На південний схід від селища розташовується МАПП «Забайкальськ».

## Історія
Засновано в 1904 році як залізничний роз'їзд № 86 Китайсько-Східній залізниці. Після конфлікту на Китайсько-Східній залізниці в 1929 році перейменований в станцію Отпор. Станція відігравала важливе значення в Радянсько-японській війні 1945 року.
В 1952 році населений пункт при станції отримав статус села. В 1954 році село Отпор стало селищем міського типу. В 1958 році на прохання уряду Китайської Народної Республіки селище Отпор було перейменовано на нейтральніше — Забайкальськ. В 1966 році Забайкальськ став районним центром.

## Населення
Населення — 11769 осіб (2010; 10210 у 2002).

## Господарство
6 жовтня 2008 року в Забайкальську відбулося відкриття модернізованого терміналу з перевантаження контейнерів зі стандартноколійних платформ на ширококолійні. Оновлений термінал може обробляти до 600 вагонів щодоби, у той час як до модернізації тут перевантажували 100 вагонів на добу. Пропускна спроможність терміналу — понад 470 тисяч контейнерів (понад одного мільйона тонн вантажів) на рік.
Загальна вартість робіт з модернізації терміналу склала 1,5 млрд рублів, при орієнтовний термін окупності — три роки.